# 65 Ursae Majoris
65 Ursae Majoris, som är stjärnans Flamsteed-beteckning, är en multipelstjärna belägen i den mellersta delen av stjärnbilden Stora björnen, som också har variabelbeteckningen DN Ursae Majoris. Den har en kombinerad skenbar magnitud på ca 6,54 och är mycket svagt synlig för blotta ögat där ljusföroreningar ej förekommer. Baserat på parallaxmätning inom Hipparcosuppdraget   på ca 4,7 mas, beräknas den befinna sig på ett avstånd på ca 690 ljusår (ca 210 parsek) från solen (Detta överensstämmer nära med det dynamiska parallaxvärdet på 763 ± 95 ljusår (234 ± 29 parsek).). Den rör sig närmare solen med en heliocentrisk radialhastighet av ca -5 km/s.

## Mångstjärnesystem
65 Ursae Majoris är ett sexstjärnigt system. Den innehåller sex stjärnor i en hierarkisk bana där varje stjärna kretsar kring den centrala dubbelstjärnan. Sådana system är ganska ovanliga, med endast några få sexfaldiga stjärnor kända. Stjärnsystem med högre mångfald är ovanliga eftersom de är mindre stabila än sina enklare motsvarigheter och ofta sönderfaller till mindre system.
Det centrala paret av stjärnor i 65 Ursae Majoris är båda stjärnor i huvudserien av spektraltyp A. Dessa är relativt ljusa, vita stjärnor som vanligtvis har massa från 1,6 till 2,4 solmassor. 65 Ursae Majoris Aa1 och Aa2 har båda relativt liten massa för en stjärna av typ A och har spektralklass A7 V. Båda komponenterna passerar periodvis framför varandra under omloppet och bildar därför en förmörkelsevariabel med variabelbeteckningen DN Ursae Majoris. Därför varierar systemets skenbara magnitud mellan 6,6 och 6,7. Dess omloppsperiod är 1,73 dygn.
Kring den förmörkande dubbelstjärnan 65 Ursae Majoris Aa kretsar en annan stjärna, betecknad 65 Ursae Majoris Ab. Den är en spektroskopisk dubbelstjärna där Dopplerskift i deras spektra anger att det måste finnas en omloppsrörelse. 65 Ursae Majoris Ab kretsar kring det inre paret med en period på 641 dygn (1,76 år) och en excentricitet på 0,169.
65 Ursae Majoris B kretsar kring de inre stjärnorna med en period av 118 år. Den separeras från trippeln med 0,18 bågsekunder och en astrometrisk bana har beräknats. 65 Ursae Majoris C och D är andra följeslagare och separeras med 4 respektive 63 bågsekunder från centralsystemet. 65 Ursae Majoris D av skenbar magnitud 6,97 verkar också vara en kemiskt ovanlig stjärna med större mängder krom, strontium och europium än normalt. På grund av dess ovanliga sammansättning är det svårt att bestämma dess stjärnparametrar. Den effektiva temperaturen för denna stjärna kan vara 9 300 eller 9 500 K, med radie och ytgravitation beroende av stjärnans effektiva temperatur. 

## Egenskaper
Primärstjärnan 65 Ursae Majoris Aa1 är en gul till vit  stjärna i huvudserien av spektralklass A3 V. Den har en massa som är ca 1,7 solmassor, en radie som är ca 1,9 solradier och utsänder ca 89 gånger mera energi än solen från dess fotosfär vid en effektiv temperatur av ca 8 000 K.